# Индустријска зона ди Атимис (Удине)
Индустријска зона ди Атимис је насеље у Италији у округу Удине, региону Фурланија-Јулијска крајина.
Према процени из 2011. у насељу је живело 15 становника. Насеље се налази на надморској висини од 175 м.